# Kirsten Olstrup Seeger
 Der er for få eller ingen kildehenvisninger i denne artikel, hvilket er et problem. Du kan hjælpe ved at angive troværdige kilder til de påstande, som fremføres i artiklen.

Kirsten Olstrup Seeger (3. juni 1944 i Charlottenlund – 12. september 2012 på Markusgård i Østermarie) var en dansk journalist og forfatter, DFF.
Kirsten Seeger var sproglig student fra Øregård Gymnasium, blev tresproglig korrespondent og ansat hos Branners Bibliofile Antikvariat. Hun blev dernæst uddannet cand.phil. i engelsk og var sproglærer på Bornholms Erhvervsskole i 35 år. To år efter hun gik på pension, blev hun ansat som journalist på Bornholms Tidende.
Seeger vakte opmærksomhed med en kronik i Politiken den 3. maj 2005 om forskellen på service i danske og britiske arkiver. DR fulgte sagen og citerede etablerede forskere for, at forholdene på Rigsarkivet var meget værre tidligere.
Kirsten Seeger samlede materiale til en bog om Alice Texel fra Birkelse, der i 1941 kom til Tyskland og i tysk militæruniform og gjorde flugten med fra øst mod vest. Seeger fik med besvær adgang til private lukkede arkiver og skrev bogen Friendly Fire (2008). I den beretter hun, hvad hun har kunnet finde af øjenvidneskildringer og generelle kilder om sin far, modstandsmanden Aage Helge Olstrup. . Han var engelsk spion og kom i klemme mellem de to engelske efterretningsvæsener, der virkede i Danmark under besættelsen. Han kom i "friendly fire" og blev stukket i to omgange; anden gang mens han sad i Vestre Fængsels tyske afdeling. 
Friendly Fire har inspireret Sven Holm til novellen Bersærk  i Fantastiske Fortællinger, DR, 2006. Den blev med to andre værker indstillet til Danske Banks litteraturpris 2011 som Midt i den blanke nat.
Kirsten Seeger døde af en uhelbredelig hjernesvulst. Hun efterlader sin mand Carsten Seeger, som hun blev gift med i 1966, og to børn.

## Eksterne kilder og henvisninger
1. ↑  Nekrolog på Bornholm.nu
2. ↑  Nekrolog i Politiken, 16. september 2012.
3. ↑  Frihedsmuseets Modstandsdatabase